# 耶律道隠
耶律道隠（やりつ どういん、生年不詳 - 統和元年1月17日（983年3月4日））は、遼（契丹）の皇族。晋王。字は留隠。

## 経歴
耶律突欲と高氏のあいだの子として生まれた。後唐で生まれ、父が李従珂のために殺害されたときはまだ幼く、洛陽の僧にかくまわれて養育された。このことにちなんで道隠と名づけられた。遼の太宗が後唐を滅ぼすと、遼に入国し、外羅山の地に居をかまえた。性格は沈着冷静で、文武に才能があって、当時の人に認められた。
保寧元年（969年）4月、蜀王に封じられた。上京留守となった。乾亨元年（979年）12月、南京留守に転じ、荊王に徙封された。
統和元年正月甲戌（983年3月4日）、病没した。晋王に追封された。

## 伝記資料
- 『遼史』巻72 列伝第2